# مقاطعة غوردون (جورجيا)
مقاطعة غوردون (بالإنجليزية: Gordon County)‏ هي إحدى المقاطعات في ولاية جورجيا في الولايات المتحدة الأمريكية.